# Де Сото (Илиноис)
Де Сото (енгл. De Soto) град је у америчкој савезној држави Илиноис.

## Демографија
По попису из 2010. године број становника је 1.590, што је 63 (-3,8%) становника мање него 2000. године.
| Група             | 2000.         | 2010.         |
| Белци             | 1.590 (96,2%) | 1.446 (90,9%) |
| Афроамериканци    | 12 (0,7%)     | 46 (2,9%)     |
| Азијати           | 7 (0,4%)      | 6 (0,4%)      |
| Хиспаноамериканци | 26 (1,6%)     | 42 (2,6%)     |
| Укупно            | 1.653         | 1.590         |